# لوسيوس جونيوس سيلينوس توركاتوس
في القرن الأول، عاش اثنان من النبلاء العم وابن أخيهما، وكانا يشتركان في اسم لوسيوس جونيوس سيلانوس توركوس الذي كان من نسل الإمبراطور الروماني أغسطس.